# Susie Dent
Susan Francesca Dent, född 19 november 1964, är en engelsk lexikograf, etymolog och mediapersonlighet. Hon har medverkat i tävlingsprogrammet Countdown i Channel 4 sedan 1992 och medverkar också som ordexpert och domare i tävlingsprogrammet 8 Out of 10 Cats Does Countdown med programledaren och komikern Jimmy Carr. 

## Karriär
Susie Dent medverkar som lexikograf och domare i Channel 4:s långkörare Countdown. Förutom att vara domare berättar hon i varje avsnitt om ursprunget till ett visst ord eller en fras. Hon är också den som medverkat längst i programmet; sedan 1992 har hon medverkat fler än 4 500 gånger.
Dent medverkar också i spin-off-programmet 8 Out of 10 Cats Does Countdown.
2019 lanserade Dent podcasten Something Rhymes with Purple  tillsammans med Gyles Brandreth. I podcasten diskuteras engelska ord och uttryck samt deras ursprung och betydelse.
Vid British Podcast Awards 2020 vann Something Rhymes with Purple pris som bästa underhållningspodcast.